# Heiðrun

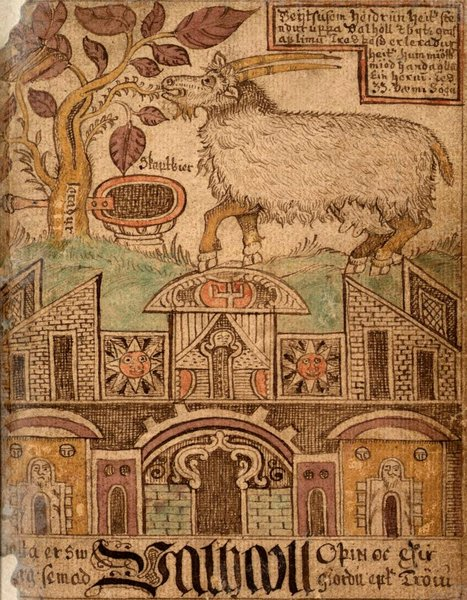
Heiðrun

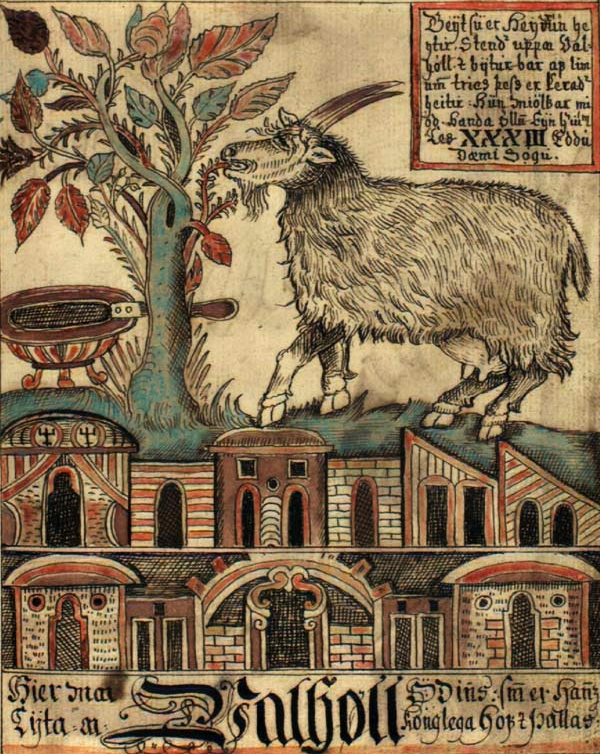
Heiðrun

Heiðrun is een magische geit in de Noordse mythologie.

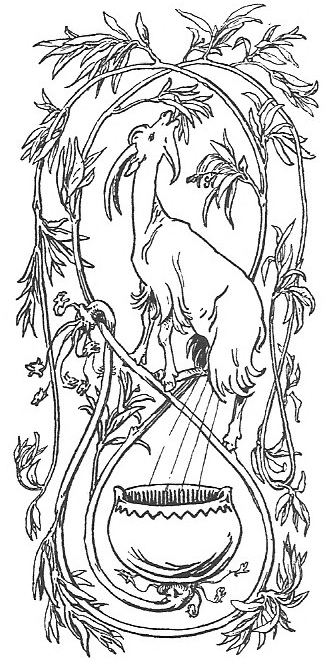
Heiðrun eet van Læraðr terwijl er mede uit haar uiers komt, 1895

De naam Heiðrun is Oudnoords. Zijn betekenis is niet bekend. De uitspraak is ongeveer [ˈhɛɪ̯ðrun]. Een gemoderniseerde vorm van de naam is Heidrun.
Het is de geit van Odin. Heiðrun staat samen met het hert Eikdoorn op het Walhalla, beiden eten ze bladeren en schors van de takken van een zeer beroemde boom, Læraðr (waarschijnlijk de wereldboom Yggdrasil). Uit haar spenen vloeit mede waarmee ze iedere dag een vat vult groot genoeg om alle Einherjar (gevallen strijders) volledig dronken te krijgen. Van deze honingwijn werden de Einherjer wel dronken, maar een kater hielden ze er niet aan over.
Het idee van een mythisch dier dat voedsel geeft aan goden, zou een variant kunnen zijn van de oerkoe Auðumbla. Het doet eveneens denken aan de geit Amaltheia in de Griekse mythologie.